# Michael Glotzbach
Michael Glotzbach (* 28. April 1947 in Wiesbaden) ist ein ehemaliger deutscher Diplomat. Er war von 2008 bis 2012 Botschafter der Bundesrepublik Deutschland in Chile.

## Leben
Nach dem Abitur absolvierte Glotzbach von 1966 bis 1970 ein Studium der Rechtswissenschaften, das er 1971 mit dem Ersten Juristischen Staatsexamen abschloss. Während seines anschließenden juristischen Vorbereitungsdienstes von 1972 bis 1975 legte er 1975 seine Promotion zum Dr. iur. an der Johannes Gutenberg-Universität Mainz mit einer Dissertation zum Thema Die staatliche Ausfuhrkreditversicherung in Frankreich und Deutschland : eine rechtsvergleichende Darstellung unter Berücksichtigung der Harmonisierungsbestrebungen im Gemeinsamen Markt ab.
1975 absolvierte er das Zweite Juristische Staatsexamen und trat danach in den Auswärtigen Dienst ein. Nach Abschluss der Laufbahnprüfung für den höheren Dienst 1977 folgten Tätigkeiten im Auswärtigen Amt in Bonn sowie von 1980 bis 1983 als Leiter des Pressereferats an der Botschaft in Chile. Nach einer weiteren Tätigkeit im Auswärtigen Amt war er zwischen 1985 und 1988 Mitarbeiter der Botschaft in Polen, ehe er bis 1989 wieder Referent im Auswärtigen Amt war.
1989 wurde Glotzbach stellvertretender Leiter eines Referats im  Auswärtigen Amt und anschließend von 1992 bis 1996 Ständiger Vertreter des Botschafters in Saudi-Arabien. Im Rahmen eines Diplomatenaustausches arbeitete er von 1996 bis 1998 im Planungsstab des Außenministeriums von Frankreich, ehe er nach seiner Rückkehr 1998 Leiter des zentralen Referates „Dienstrecht“ im Auswärtigen Amt wurde und damit die Dienstaufsicht über den gesamten deutschen diplomatischen Dienst wahrnahm.
Im Anschluss war er von 2001 bis Juli 2005 Generalkonsul der Bundesrepublik Deutschland in Barcelona und daraufhin als Nachfolger von Matei Hoffmann, der wiederum Botschafter der Bundesrepublik bei der OECD in Paris wurde, von 2005 bis 2008 Botschafter in Kolumbien.
Von 2008 bis zur Pensionierung 2012 war Michael Glotzbach als Nachfolger von Peter Scholz Botschafter der Bundesrepublik Deutschland in Chile. Sein Nachfolger als Botschafter in Kolumbien wurde Jürgen Christian Mertens, der zuvor im Range eines Botschafters Leiter des Organisationsstabs für die deutsche EU-Präsidentschaft sowie des G8-Gipfels in Heiligendamm 2007 war.